# Jessica Paoletta
Jessica Paoletta (Roma, 21 marzo 1988) è una velocista italiana.
In carriera può vantare 10 medaglie vinte ai campionati italiani assoluti (tra indoor ed outdoor) e 14 a livello giovanile (sempre tra indoor ed outdoor) con 6 titoli nazionali frutto di 2 doppiette 100–200 m (allieve e promesse), un successo sui 60 m (juniores) ed un altro con la staffetta 4 x 200 m (promesse).
A livello internazionale, ha vinto la medaglia d'oro con la staffetta 4 x 100 m ai Giochi del Mediterraneo in Turchia a Mersin nel 2013 insieme a Micol Cattaneo, Ilenia Draisci ed Audrey Alloh.

## Biografia

### Gli esordi ed il reclutamento dal Centro Sportivo dell'Esercito
Specializzata nelle gare di velocità, fa parte dell'Esercito di cui è Primo caporal maggiore e dell'Atletica Studentesca Reatina CA.RI.RI.
Il suo miglior tempo sui 100 metri è di 11”52, ottenuto con vento a sfavore (-0,4) a Grosseto agli Assoluti 2010, dov'è arrivata seconda.

### 2005-2006: primi titoli nazionali giovanili, mondiali allievi e juniores
Doppietta di titoli italiani nella categoria allieve su 100 m (11”93) e 200 m (24”88) nel 2005.

Esordisce in una manifestazione internazionale di categoria: ai Mondiali allievi di Marrakech in Marocco non va oltre la batteria nei 100 m.
Nel 2006 agli juniores indoor, oltre il titolo sui 60 m (7”62), ha vinto anche il bronzo con la staffetta 4 x 200 m; agli assoluti indoor, è stata ottava sui 60 m; nella stagione outdoor dello stesso anno, è stata quinta agli assoluti e poi ha conquistato due medaglie ai campionati di categoria: argento sui 100 e bronzo sui 200 m.

Ai Mondiali juniores in Cina a Pechino non ha superato la batteria né dei 100 m né con la 4x100 m.

### 2007-2009: medaglie giovanili, europei juniores e under 23
Nel 2007 nessuna medaglia vinta nella stagione indoor con un quarto posto sui 60 m juniores e poi in quella outdoor agli assoluti non è andata oltre la batteria sui 200 m e l'ottava posizione nella 4 x 100 m.

Agli Europei juniores di Hengelo nei Paesi Bassi è stata quinta con la 4x100 m.
Il 2008 le ha visto vincere due medaglie d'argento entrambe nella stagione indoor della categoria promesse, sui 60 m e con la 4 x 200 m; agli assoluti indoor invece si è fermata in batteria sui 60 m ed è stata tredicesima con la staffetta 4 x 200 m. In quelli outdoor non è andata oltre la batteria dei 100 m.
Tre le medaglie conquistate nel 2009: due di bronzo nella categoria promesse su 60 (indoor) e 100 m (outdoor); argento invece agli assoluti con la staffetta 4 x 100 m. Poi un quinto posto sui 200 m promesse e soltanto batteria sui 100 m agli assoluti.

Agli Europei under 23 a Kaunas in Lituania è uscita in batteria sui 100 m.

### 2010: en plein di medaglie ai campionati nazionali ed europei
Sette medaglie vinte in altrettante finali corse nel 2010: agli indoor promesse, bronzo sui 60 ed oro con la 4 x 200 m. Poi doppietta di titoli sempre nella categoria promesse nella versione outdoor su 100 m (11”52) e 200 m (23”89). Tris di medaglie agli assoluti con argento sui 100 m, bronzo nei 200 m ed ancora argento con la 4 x 100 m.

Agli Europei in Spagna a Barcellona non ha superato la batteria con la 4x100 m.

### 2011-2012: ancora medaglie agli assoluti
Due medaglie su tre finali disputate agli assoluti del 2011: infatti dopo il quarto posto sui 60 m indoor, è arrivato prima il bronzo sui 100 m e poi l'argento con la 4 x 100 m agli outdoor.
Altre tre medaglie vinte nel 2012, tutte d'argento: agli assoluti indoor su 60 e 4 x 200 m, in quelli outdoor invece con la 4 x 100 m. Poi quinta posizione sui 100 m e soltanto batteria nella doppia distanza.

### 2013-2015: insuccessi agli assoluti e medaglia d'oro ai giochi del mediterraneo
Nel 2013 è arrivato il bronzo con la 4 x 100 m agli assoluti di Milano dove ha chiuso ottava sui 100 m ed in batteria sui 200 m.

Ai Giochi del Mediterraneo svoltisi a Mersin in Turchia ha vinto la medaglia d'oro con la staffetta 4x100 m.
Nel 2014 è stata quarta sui 60 m e non è partita con la staffetta 4x200 m agli assoluti indoor, mentre all'aperto ha finito quinta sui 100 m, non è partita in batteria sui 200 m e con la 4x100 m ha terminato al quarto posto.
Ottavo posto con la staffetta 4x100 m all'Europeo per nazioni in Germania a Braunschweig.
Agli assoluti indoor di Padova nel 2015 è stata quinta sui 60 m; a quelli all'aperto di Torino ha gareggiato in 3 specialità: 4ª sui 100 m, 8ª nei 200 m e vicecampionessa con la staffetta 4x100 m.
In ambito internazionale ha partecipato all'Europeo per nazioni di Čeboksary (Russia): sesta sui 100 m e quinta con la staffetta 4x100 m.

## Progressione

### 60 metri piani indoor
| Stagione | Tempo | Luogo  | Data      | Rank. Mond. |
| -------- | ----- | ------ | --------- | ----------- |
| 2015     | 7"41  | Roma   | 1-2-2015  |             |
| 2014     | 7"46  | Ancona | 23-2-2014 | 255ª        |
| 2013     | 7"52  | Roma   | 10-2-2013 | 341ª        |
| 2012     | 7"40  | Ancona | 22-1-2012 | 149ª        |
| 2011     | 7"48  | Ancona | 20-2-2011 | 235ª        |
| 2010     | 7"51  | Ancona | 7-2-2010  | 274ª        |
| 2009     | 7"54  | Ancona | 25-1-2009 | 329ª        |
| 2008     | 7"59  | Ancona | 10-2-2008 | 469ª        |
| 2007     | 7"73  | Genova | 25-2-2007 | 946ª        |
| 2006     | 7"57  | Ancona | 12-2-2006 | 389ª        |
| 2005     | 7"77  | Napoli | 6-3-2005  |             |

### 100 metri piani
| Stagione | Tempo | Luogo       | Data      | Rank. Mond. |
| -------- | ----- | ----------- | --------- | ----------- |
| 2015     | 11"41 | Orvieto     | 2-6-2015  |             |
| 2014     | 11"61 | Gavardo     | 18-5-2014 | 215ª        |
| 2013     | 11"60 | Gavardo     | 19-5-2013 | 301ª        |
| 2012     | 11"69 | Torino      | 8-6-2012  | 462ª        |
| 2011     | 11"74 | Torino      | 25-6-2011 | 458ª        |
| 2010     | 11"52 | Grosseto    | 30-6-2010 | 181ª        |
| 2009     | 11"72 | Rieti       | 12-6-2009 | 444ª        |
| 2008     | 11"71 | Rieti       | 17-5-2008 | 430ª        |
| 2007     | 12"03 | Rieti       | 10-8-2007 | 1.201ª      |
| 2006     | 11"73 | Rieti       | 20-5-2006 | 414ª        |
| 2005     | 11"91 | Roma        | 21-5-2005 | 755ª        |
| 2004     | 11"78 | Freilassing | 31-7-2004 | 485ª        |
| 2003     | 11"94 | Malles      | 12-7-2003 | 777ª        |

### 200 metri piani
| Stagione | Tempo | Luogo       | Data      | Rank. Mond. |
| -------- | ----- | ----------- | --------- | ----------- |
| 2015     | 24"06 | Rieti       | 7-6-2015  |             |
| 2014     | 24"32 | Rieti       | 11-5-2014 | 648ª        |
| 2013     | 24"25 | Rieti       | 1-6-2013  | 905ª        |
| 2012     | 24"22 | Rieti       | 6-6-2012  | 841ª        |
| 2011     | 24"40 | Roma        | 8-6-2011  | 997ª        |
| 2010     | 23"89 | Pescara     | 20-6-2010 | 392ª        |
| 2009     | 24"37 | Rieti       | 17-5-2009 | 934ª        |
| 2008     | 24"65 | Rieti       | 18-5-2008 | 1.401ª      |
| 2007     | 24"39 | Rieti       | 20-5-2007 | 909ª        |
| 2006     | 24"42 | Roma        | 18-6-2006 | 883ª        |
| 2005     | 24"74 | Roma        | 15-5-2005 | 1.283ª      |
| 2004     | 24"12 | Freilassing | 31-7-2004 | 545ª        |

## Palmarès
| Anno | Manifestazione          | Sede       | Evento      | Risultato | Tempo | Note  |
| ---- | ----------------------- | ---------- | ----------- | --------- | ----- | ----- |
| 2005 | Mondiali allievi        | Marrakech  | 100 m piani | Batteria  | 12"04 | [ 3 ] |
| 2006 | Mondiali juniores       | Pechino    | 100 m piani | Batteria  | 11"90 | [ 4 ] |
| 2006 | Mondiali juniores       | Pechino    | 4x100 m     | Batteria  | 45"57 | [ 5 ] |
| 2007 | Europei juniores        | Hengelo    | 4x100 m     | 5ª        | 46"01 | [ 6 ] |
| 2009 | Europei under 23        | Kaunas     | 100 m piani | Batteria  | 12"19 | [ 7 ] |
| 2010 | Europei                 | Barcellona | 4×100 m     | Batteria  | 44"15 | [ 8 ] |
| 2013 | Giochi del Mediterraneo | Mersin     | 4×100 m     | Oro       | 44"66 | [ 9 ] |

## Campionati nazionali
- 1 volta campionessa allieve dei 100 m (2005)
- 1 volta campionessa allieve dei 200 m (2005)
- 1 volta campionessa juniores indoor dei 60 m (2006)
- 1 volta campionessa promesse indoor della staffetta 4 x 200 m (2010)
- 1 volta campionessa promesse dei 100 m (2010)
- 1 volta campionessa promesse dei 200 m (2010)

2005
- Oro ai Campionati italiani allieve, (Rieti),
100 m - 11”92[10]
- Oro ai Campionati italiani allieve, (Rieti),
200 m - 24”88[11]

2006
- Oro ai Campionati italiani allievi-juniores-promesse indoor, (Ancona), 60 m - 7”62[12]
- Bronzo ai Campionati italiani allievi-juniores-promesse indoor, (Ancona), 4x200 m - 1'45”67[13]
- 8ª ai Campionati italiani assoluti indoor, (Ancona),
60 m - 7”72[14]
- 5ª ai Campionati italiani assoluti, (Torino),
100 m - 12”01[15]
- Argento ai Campionati italiani juniores e promesse, (Rieti), 100 m 12”02[16]
- Bronzo ai Campionati italiani juniores e promesse, (Rieti), 200 m - 24”49[17]

2007
- 4ª ai Campionati italiani allievi-juniores-promesse indoor, (Genova), 60 m - 7”74[18]
- In batteria ai Campionati italiani assoluti, (Padova), 200 m - 25”14[19]
- 8ª ai Campionati italiani assoluti, (Padova),
4x100 m  - 48”36[20]

2008
- Argento ai Campionati italiani allievi-juniores-promesse indoor, (Ancona), 60 m - 7”59[21]
- Argento ai Campionati italiani allievi-juniorespromesse indoor, (Ancona),
4x200 m - 1'44”89[22]
- In batteria ai Campionati italiani assoluti indoor,
60 m - 7”64[23]
- 13ª ai Campionati italiani assoluti indoor,
4x200 m - 1'44”45[24]
- In batteria ai Campionati italiani assoluti, (Cagliari), 100 m - 12”14[25]

2009
- Bronzo ai Campionati italiani allievi-juniores-promesse indoor, (Ancona), 60 m - 7”58[26]
- Bronzo ai Campionati italiani juniores e promesse, (Rieti), 100 m - 11”72[27]
- 5ª ai Campionati italiani juniores e promesse, (Rieti), 200 m - 24”84[28]
- In batteria ai Campionati italiani assoluti, (Milano),
100 m - 12"30[29]
- Argento ai Campionati italiani assoluti, (Milano),
4x100 m - 45"70[30]

2010
- Bronzo ai Campionati italiani allievi-juniores-promesse indoor, (Ancona), 60 m 7”63[31]
- Oro ai Campionati italiani allievi-juniores-promesse indoor, (Ancona), 4x200 m - 1'42”74[32]
- Oro ai Campionati italiani juniores e promesse, (Pescara), 100 m - 11”64[33]
- Oro ai Campionati italiani juniores e promesse, (Pescara), 200 m - 23”89[34]
- Argento ai Campionati italiani assoluti, (Grosseto), 100 m - 11”52[35]
- Bronzo ai Campionati italiani assoluti, (Grosseto), 200 m - 23”89[36]
- Argento ai Campionati italiani assoluti, (Grosseto), 4x100 m - 45”67[37]

2011
- 4ª ai Campionati italiani assoluti indoor, (Ancona),
60 m - 7”50[38]
- Bronzo ai Campionati italiani assoluti, (Torino),
100 m - 11”74[39]
- Argento ai Campionati italiani assoluti, (Torino),
4x100 m - 45”34[40]

2012
- Argento ai Campionati italiani assoluti indoor, (Ancona), 60 m - 7”40[41]
- Argento ai Campionati italiani assoluti indoor, (Ancona), 4x200 m - 1'38”85[42]
- 5ª ai Campionati italiani assoluti, (Bressanone),
100 m - 11”82[43]
- In batteria ai Campionati italiani assoluti, (Bressanone), 200 m - 24”92[44]
- Argento ai Campionati italiani assoluti, (Bressanone), 4x100 m - 45”68[45]

2013
- 8ª ai Campionati italiani assoluti, (Milano),
100 m - 11”92[46]
- In batteria ai Campionati italiani assoluti, (Milano),
200 m - dns[47]
- Bronzo ai Campionati italiani assoluti, (Milano),
4x100 m - 46"77[48]

2014
- 4ª ai Campionati italiani assoluti indoor, (Ancona),
60 m - 7”46[49]
- In batteria ai Campionati italiani assoluti indoor, (Ancona), 4x200 m - dns[50]
- 5ª ai Campionati italiani assoluti, (Rovereto),
100 m - 11"87[51]
- In batteria ai Campionati italiani assoluti, (Rovereto), 200 m - dns[52]
- 4ª ai Campionati italiani assoluti, (Rovereto),
4x100 m - 46"96[53]

2015
- 5ª ai Campionati italiani assoluti indoor, (Padova),
60 m - 7"51[54]
- 4ª ai Campionati italiani assoluti, (Torino),
100 m - 11"63[55]
- 8ª ai Campionati italiani assoluti, (Torino),
200 m - 24"98[56]
- Argento ai Campionati italiani assoluti, (Torino), 4x100 m - 45"28[57]

## Altre competizioni internazionali
2005
- Bronzo nella Coppa dei Campioni juniores per club, ( Tuzla), 100 m - 12”06[58]

2006
- Bronzo nella Coppa dei Campioni per club, ( Mosca), 100 m - 12”28[59]

2009
- 5ª nella Coppa dei Campioni per club, ( Castellón), 200 m - 24”60[60]
- 4ª nella Coppa dei Campioni per club, ( Castellón), 4x100 m - 45”35[61]

2011
- 4ª nella Coppa dei Campioni per club, ( Vila Real de Santo António), 100 m - 12”01[62]
- 4ª nella Coppa dei Campioni per club, ( Vila Real de Santo António), 4x100 m - 45”16[63]

2014
- 8ª nell'Europeo per nazioni, ( Braunschweig), 4x100 m - 44"13[64]

2015
- 6ª nell'Europeo per nazioni, ( Čeboksary), 100 m - 11"76[65]
- 5ª nell'Europeo per nazioni, ( Čeboksary), 4x100 m - 43"72[65]